# شوسوکه تسوبوچی
شوسوکه تسوبوچی (انگلیسی: Shusuke Tsubouchi؛ زادهٔ ۵ مهٔ ۱۹۸۳) بازیکن فوتبال اهل ژاپن است.
از باشگاه‌هایی که در آن بازی کرده‌است می‌توان به باشگاه فوتبال جوبیلو ایواتا، باشگاه فوتبال کونسادول ساپورو، باشگاه فوتبال آلبیرکس نیگاتا، و باشگاه فوتبال ویسل کوبه اشاره کرد.
وی همچنین در تیم ملی فوتبال زیر ۲۰ سال ژاپن بازی کرده‌است.